# クーリエ
クーリエ（英語: courier）は、本来は外交官業務の一環で、外交文書を本国と各国の大使館・公使館等の間、あるいは大使館・公使館相互間などで運搬する業務のこと。

## 概要
外交関係に関するウィーン条約では「外交伝書使」と呼称されている。英語における courier はフランス語から英語に入った言葉で、急使や飛脚 (runner) といった意味である。
外交文書には機密文書も多く含まれることから、運搬業務に当たっては厳重に封印が施され "DIPLOMAT"（外交官）の文字が印刷された機内持ち込み可能な巾着袋「外交行嚢」（外交封印袋）を用いる。また、一般に外交特権の一種として、行嚢の中身に関しては税関などで確認を行われないことが認められている。

## 国際宅配便
近年ではこれが転じ、「航空機を利用して海外へ書類や小口荷物を配達するサービス」を指すことが増えている。この場合は国際宅配便とも呼ばれている。一般的な航空貨物と異なり、荷送り人、荷受け人が輸出入の通関手続きを行う必要が無い。国際貿易関連の書類の多くは、このサービスを利用して発送されている。FedEx、UPS （米）、DHL （独）、TNTエクスプレス （蘭）などがその代表である。